# Čachrov
Čachrov település Csehországban, a Klatovyi járásban. Čachrov Hlavňovice, Hartmanice, Strážov, Velhartice, Železná Ruda, Prášily, Běšiny és Dešenice településekkel határos. Lakosainak száma 512 fő (2024. január 1.).

## Népesség
A település lakosságának változását az alábbi diagram mutatja:
| Lakosok száma | 3647 | 3256 | 3322 | 895  | 670  | 511  | 517  | 502  | 472  | 512  |
|               | 1869 | 1900 | 1921 | 1961 | 1980 | 2011 | 2016 | 2019 | 2021 | 2024 |